# Гахун, Георгий Георгиевич
Георгий Георгиевич Гахун — советский учёный-авиастроитель, кандидат технических наук, профессор МАИ.

## Биография
Родился в 1914 году. Член КПСС.
Окончил МАИ.
В 1939—1941 — заместитель декана факультета МАИ.
В 1941—1942 — преподаватель кафедры конструирования и проектирования двигателей ЛА МАИ.
В 1942—1947 — председатель университетского комитета профсоюза, парторг ЦК ВКП(б) МАИ.
В 1947—1991 — доцент, декан факультета двигателестроения, профессор МАИ
Жил в Москве.

## Награды
- Орден Ленина
- Орден Октябрьской Революции
- Орден Трудового Красного Знамени
- Орден Знак Почёта

## Сочинения
- Гахун, Георгий Георгиевич. Конструкция и расчет на прочность ЖРД [Текст] : Конспект лекций / М-во высш. и сред. спец. образ. СССР. Моск. авиац. ин-т им. Серго Орджоникидзе. — Москва : [б. и.], 1972-. — 21 см.
- Конструкция и проектирование жидкостных ракетных двигателей: [Учеб. для вузов по спец. «Авиац. двигатели и энерг. установки» / Г. Г. Гахун, В. И. Баулин, В. А. Володин и др.]. — М. : Машиностроение, 1989. — 423, [1] с.